# Slavko Cuvaj
Slavko pl. Cuvaj od Ivanjske (Bjelovar, 26. veljače 1851. – Beč, 31. siječnja 1931.), hrvatski političar. Hrvatski ban te kraljevski komesar (povjerenik) u Kraljevini Hrvatskoj i Slavoniji od 1912. do 1913. godine.

## Rani život i karijera
Otac Juraj bio je gradonačelnik Bjelovara (1871. – 1881.), a brat Antun bio je školski pisac i pedagog. Diplomirao je pravo u Beču. Počeo je službu kao pristav (činovnik) kod kraljevske oblasti u Vinkovcima, a kasnije služi kao računarski savjetnik u Rakovcu i Petrinji, u Vojnoj krajini. 1878. godine prilikom zaposjedanja BiH imenovan je vladinim povjerenikom za grad Brod. 1881. godine promaknut je, za nagradu, u razred vladinog perovođe. Od 1885. godine je podžupan u Đakovu, a od 1892. godine u Požegi. Od 1905. do 1906. godine bio je ličko-krbavski veliki župan. Nakon toga je umirovljen na vlastiti zahtjev. Već od 1908. do 1909. godine služi kao vrhovni načelnik u Zagrebu. U razdoblju od 23. srpnja 1909. do 1910. godine predstojnik je Odjela za unutrašnje poslove u Zagrebu te podban za banovanja Pavla Raucha (imenovan 5. srpnja 1909. godine).

## Banovanje i povjereništvo
Banom je imenovan 20. siječnja 1912. godine. Nije mogao slomiti Hrvatsko-srpsku koaliciju. Sabor koji je već bio sazvan za 7. veljače na njegov je prijedlog 27. siječnja 1912. godine raspušten. 4. travnja suspendiran je Ustav, dok je on 5. travnja postavljen za kraljevskog povjerenika. Omladinac Luka Jukić izvršio je na njega 8. lipnja 1912. u Zagrebu neuspio atentat. U to vrijeme jugoslavenska nacionalna revolucionarna omladina bila je u svom punom poletu. Za njegova režima vodio se Balkanski rat. Veliki i nenadani uspjesi Srbije u tom ratu primorali su bečke i peštanske vladajuće krugove da popuste Zagrebu. Nakon što je 31. listopada atentat ponovljen, Cuvaj je 22. prosinca "poslan na dopust" i više se nije vraćao na položaj povjerenika. Uprava je bila povjerena dr. Unkelhäuseru, a kad je Cuvaj razriješen službe, imenovan je novim povjerenikom barun Ivan Skerlecz.

## Kritika
Miroslav Krleža o njemu je napisao: "krvolok i tiranin svog vlastitog naroda, koji je za odlikovanje dosljednog provođenja antislavenske politike i za promicanje tuđinske vlasti dobio barunsku titulu."

## Vanjske poveznice
- Hrvatski biografski leksikon
- Podrobno o atentatu na Cuvaja, Jutarnji list, 1912.

| prethodnik Nikola Tomašić | hrvatski ban 1912. – 1913. | nasljednik Ivan Skerlecz |